# Claude Pichaureau
Claude Pichaureau, né le 30 mai 1940 à Ballan-Miré, est un compositeur et chef d'orchestre français.

## Biographie
Il commence ses études au Conservatoire de Paris, auprès de Roger Boutry, Henri Challan, Simone Plé-Caussade, Tony Aubin et Manuel Rosenthal. Il remporte notamment les premiers prix de trombone-basse, d'harmonie, de fugue, de composition et de direction d'orchestre. Il suit une carrière de musicien d'orchestre, tout en se consacrant à la direction et en enseignant au conservatoire de Boulogne-Billancourt de 1968 à 1970. Il est ensuite directeur de l'École nationale de musique de Limoges de 1970 à 1971. Il est ensuite nommé professeur au Conservatoire de Paris en 1972. De 1981 à 1991, il est directeur de la Musique des gardiens de la paix de Paris. Il est aussi responsable artistique de l'orchestre d'harmonie du Conservatoire à partir de 1992.